# Frida, l'amante straniera
Frida, l'amante straniera (Frieda) è un film del 1947 diretto da Basil Dearden.

## Trama
Frida è una donna tedesca che sul finire della seconda guerra mondiale aiuta Robert un militare inglese in fuga. L'uomo decide di sposarla e la porta nel suo villaggio natale. La donna non viene subito accolta bene, ci sono infatti alcuni notabile del paese che nutrono forti sentimenti anti tedeschi e dubitano della donna.
Nonostante molti problemi il matrimonio sembra funzionare ma quando viene proiettato un film che racconta l'orrore dei campi di sterminio Frida teme che il villaggio torni a nutrire ostilità nei suoi confronti.
Dal continente compare all'improvviso Richard, il fratello di Frida che credeva morto in guerra. L'uomo dice che dopo la cattura si era unito alle forze di liberazione polacche ma in verità non ha mai rinnegato le idee naziste. In un duro confronto con il cognato Richard accusa la sorella di non essersi mai opposta a quanto accadeva nel suo paese quindi di essere anche lei una nazista. Frida tenta il suicidio ma viene salvata in extremis proprio da Robert che non vuole assolutamente perderla.